# WinBASP
WinBASP ist ein unter MS-Windows lauffähiges Computerprogramm, das insbesondere in der Archäologie verwendet wird, um Korrespondenzanalysen zu berechnen. Aktuell (2008) ist die Version 5.43, die auch unter Windows Vista läuft. Das Programm entstand in den 1970er Jahren unter der Leitung von Irwin Scollar am Rheinischen Landesmuseum in Bonn zunächst auf einer PDP11 und trug den Namen BASP „The Bonn Archaeological and Statistics Package“. 1988 wurde eine unter MS-DOS auf PCs lauffähige Fassung herausgebracht (BASP 4.1), die viel verwendet wurde (letzte Version 4.5) und heute als Freeware bezogen werden kann. Seit der Portierung auf Windows als Version 5 heißt das Programm WinBASP. Seine besonderen Merkmale sind eine Programmierung, die die Verarbeitung ungemein großer Datensätze ermöglicht, und eine besonders nutzerfreundliche Form der Dateneingabe und -verwaltung.